# Дженкинс, Элизабет
Эли́забет Дже́нкинс (англ. Elizabeth Jenkins), полное имя Ма́ргарет Эли́забет Хи́лд Дже́нкинс (англ. Margaret Elizabeth Heald Jenkins; 31 октября 1905, Хитчин, графство Хартфордшир, Великобритания — 5 сентября 2010, Хампстед, Большой Лондон, Великобритания) — британская английская писательница. Автор биографий писателей Генри Филдинга, Каролины Лэм и Джейн Остин, хирурга Джозефа Листера и королевы Елизаветы I. Лауреат британской премии Фемина (1935). Офицер ордена Британской империи (1981).

## Биография
Родилась 31 октября 1905 года в городке Хитчин, в графстве Хартфордшир в семье Джеймса Хилда Дженкинса (1875—1958), основателя и директора начальной школы для мальчиков Калдикотт и Теодоры Калдикот Дженкинс, в девичестве Инграм. После неё в семье родились ещё два ребёнка — Ромилли Джеймс Хилд, ставший историком-византинистом, и Дэвид Хилд Калдикот, избравший профессию солиситора. Родители Дженкинс исповедовали методизм. Дед писательницы по отцовской линии в середине XIX века служил методистским миссионером в Индии.
Дженкинс росла в атмосфере любви и уважения. С ранних лет отец поощрял в ней стреление к письму и чтению. Закончив два класса в средней современной школе в Летчуэрте, она перевелась в прогрессивную школу Святого Кристофера. В 1921 году поступила в женский колледж Ньюнхэм при Кембриджском университете, где изучала английский язык и историю.
Завершив образование, в 1929 году устроилась преподавателем английского языка в школу короля Альфреда в Хэмпстеде. Во время Второй мировой войны оставила преподавательскую деятельность и помогала еврейским беженцам и британским военнослужащим в Совете содействия в Лондоне. Затем находилась на государственной службе в Совете по торговле и Министерстве информации Великобритании. В 1981 году была удостоена ордена Британской империи за заслуги в области литературы.
Умерла в возрасте 104 лет 5 сентября 2010 года в доме престарелых в Хэмпстеде, в Большом Лондоне, где провела последние годы жизни. Писательница никогда не была замужем и не имела детей. Ещё со времени обучения в колледже невысокая, жизнерадостная и обоятельная Дженкинс пользовалась вниманием со стороны представителей противоположного пола. В 2004 году она призналась, что любовью всей её жизни был женатый врач-гинеколог сэр Эрдли Холланд, с которым Дженкинс познакомилась в годы Второй мировой войны.

## Творческий путь
Свой первый роман «Верджиния-Уотер» Дженкинс написала в 1929 году, вскоре после того, как переехала в Лондон. Через Пернелу Стрейчи, директора колледжа Ньюнхэм, она была знакома с поэтессой Эдит Ситуэлл и писательницей Вирджинией Вулф. Последняя назвала дебютный роман Дженкинс «книгой, сладкой, как белый виноград».
Положительные рецензии о романе помогли начинающей писательнице заключить контракт с издательством Виктора Голланца на издание ещё трёх романов. Одним из них был «Портрет актёра», написанный в 1933 году. Впоследствии первые две книги, как и роман 1935 года «Сомнительная радость», были исключены Дженкинс из своей библиографии.
Написанный ею в 1934 году, роман «Гарриет» основывался на придуманной писательницей версии убийства Гарриет Стонтон, которую родственники уморили голодом, пытаясь заполучить её наследство. За это сочинение Дженкинс была удостоена премии Фемина. В 1935—1936 годах были изданы её романы «Сомнительная радость» и «Гнездо Феникса». В числе других книг Дженинкс, отмеченных критиками, были написанные в 1944 году роман «Роберт и Элен» и в 1954 году роман «Черепаха и Заяц». Последний был посвящён проблемам брака.
Сама Дженкинс своей лучшей книгой считала, изданный в 1972 году, роман «История доктора Галли». В нём она предложила свою версию истории о враче XIX-го века Джеймсе Мэнби Галли, которого подозревали в отравлении Чарльза Брейво — мужа его любовницы Флоренции Брейво.
В 1932 году Дженкинс опубликовала первое биографическое исследование «Леди Каролина Лэмб». Вслед за этим, в 1938 году ею была написана биография Джейн Остин. В 1940 году она участвовала в создании Общества Джейн Остин и содействовала приобретению обществом дома писательницы в Чаутоне, где Остин были написаны «Эмма» и другие романы. Позднее здесь был открыт дом-музей Джейн Остин.
В 1958 году была издана биография королевы Елизаветы I, написанная Дженкинс. В 1960 году писательница опубликовала биографию известного британского хирурга Джозефа Листера. В книге 1961 года «Елизавета и Лестер» Дженкинс представила свою гипотезу о том, что казни Анны Болейн и Екатерины Говард были причинами того, что Елизавета I не смогла вступить в полноценные сексуальные отношения с Робертом Дадли, 1-м графом Лестера, потому, что в представлении королевы секс был тесно связан со смертью.
Всего Дженкинс написала около двенадцати романов и столько же биографий. В 2004 году была издана её последняя книга, мемуары «Виды с холма Дауншир», в которой она рассказала о своей жизни в доме регентской архитектуры, купленном ею в Хэмпстеде. Сюда Дженкинс переехала в 1939 году. Интерьер своего дома она украсила мебелью в стиле регентства, которую недорого приобрела в годы после Второй мировой войны из домов регентской архитектуры, пострадавших во время нацистских бомбардировок Лондона. Дженкинс как-то призналась, что из-за интерьеров в её доме, некоторые гости полагали, что у неё не было больших трудностей в жизни.

## Сочинения
- «Вирджиния Уотер» (англ. Virginia Water, 1929), роман
- «Леди Каролина Лэмб» (англ. Lady Caroline Lamb, 1932)
- «Портрет актёра» (англ. Portrait of an Actor, 1933), роман
- «Гарриет» (англ. Harriet, 1934), роман
- «Сомнительная радость» (англ. Doubtful Joy, 1935), роман
- «Гнездо Феникса» (англ. The Phoenix' Nest, 1936), роман
- «Джейн Остин. Биография» (англ. Jane Austen: A Biography, 1936)
- «Роберт и Элен» (англ. Robert and Helen, 1944), роман
- «Генри Филдинг» (англ. Henry Fielding, 1947)
- «Шесть преступных женщин» (англ. Six Criminal Women, 1949)
- «Черепаха и заяц» (англ. The Tortoise and the Hare, 1954), роман
- «Десять очаровательных женщин» (англ. Ten Fascinating Women, 1955)
- «Елизавета Великая» (англ. Elizabeth the Great, 1958)
- «Джозеф Листер» (англ. Joseph Lister, 1960)
- «Елизавета и Лестер» (англ. Elizabeth and Leicester, 1961)
- «Сияние» (англ. Brightness, 1963), роман
- «Мёд» (англ. Honey, 1968), роман
- «История доктора Галли» (англ. Dr Gully's Story, 1972), роман
- «Тайна короля Артура» (англ. The Mystery of King Arthur, 1975)
- «Принцы в башне» (англ. The Princes in the Tower, 1978)
- «Тень и Свет» (англ. The Shadow And The Light, 1978)
- «Безмолвная радость» (англ. A Silent Joy, 1992), роман
- «Жизнь и времена королевы Елизаветы I» (англ. The Life and Times of Queen Elizabeth I, 2002)
- «Жизнь и времена королевы Елизаветы II» (англ. The Life and Times of Queen Elizabeth II, 2002)
- «Виды с холма Дауншир» (англ. The View From Downshire Hill, 2004), мемуары
- «Классическая биография Дианы, принцессы Уэльской» (англ. The Classic Biography of Diana, Princess of Wales, 2015)[8]

## Критика
Писательница и литературный критик Хилари Мэнтел в рецензии для «Сандей таймс» на роман «Черепаха и заяц» (1954) описала Дженкинс, как автора, который «знает много о том, как женщины думают и как устроена их жизнь».
В биографии королевы Елизаветы I писательница по мнению критиков «наиболее полно раскрыла свой талант автора биографий» и продемонстрировала то, что рецензент «Нью-Йорк таймс» назвал «психологическим измерением портрета [королевы], который в сочинениях других историков представлялся скучным». Тот же приём она использовала при создании биографии Джозефа Листера. Британский историк Альфред Лесли Роуз сказал, что Дженкинс в биографии Елизаветы I «приблизилась к тому, чтобы проникнуть в тайну самой замечательной женщины в истории больше, чем кто-либо другой». Американский историк Гаррет Маттингли о Дженкинс, как об авторе биографий писал, что «благодаря проницательному воображению и инстинктивному сочувствию она делает образы далекого исторического театрализованного представления такими же реальными, живыми и трёхмерными, как персонажи романа».